# Håkan Wickberg
Håkan Wickberg, född 3 februari 1943, död 9 december 2009, var en svensk ishockeyspelare som bland annat spelade för Brynäs IF, och har varit uttagen till Sveriges landslag. Han tilldelades Guldpucken 1971. Han blev svensk mästare i ishockey med Brynäs IF sju gånger. Håkan Wickberg var en av 1970-talets främsta och mest lojala ishockeyspelare i Tre Kronor. Wickberg var bland annat en utmärkt tekare, som fick uppgiften att hålla i tekningar i diverse viktiga situationer under årens lopp. Han är son till Thure Wickberg.
I landslagssammanhang spelade Wickberg ofta tillsammans med lagkamrater från Brynäs IF, bland andra Tord Lundström, Stefan "Lill-Prosten" Karlsson och Lars-Göran Nilsson.
Efter sin aktiva karriär blev han tränare för bland annat Örebro IK och Brynäs IF.